# Фродоальд (граф Ванна)
Фродоальд (Хродоальд) (фр. Frodoald (Hrodoald), ум. ок. 813) — граф Ванна с 799, сын Лантберта и Деотбрики из династии Гвидонидов.

## Биография
Впервые Фродоальд упоминается в 782 году. В 799 году он был назначен императором Карлом Великим первым графом Ванна, тогда как его старший брат Ги (Гвидо) стал в этом же году графом Нанта и маркграфом Бретонской марки. Около 813 года Фродоальд скончался и графство Ванн перешло к старшему сыну Ги Ги II Нантскому.